# Eurithia connivens
Eurithia connivens là một loài ruồi trong họ Tachinidae.